# Gangou, Qinghai
Gangou är en sockenhuvudort i Kina. Den ligger i provinsen Qinghai, i den nordvästra delen av landet, omkring 120 kilometer sydost om provinshuvudstaden Xining. Antalet invånare är 11 444. Befolkningen består av 5 592 kvinnor och 5 851 män. Barn under 15 år utgör 24,0 %, vuxna 15-64 år 68 %, och äldre över 65 år 7,0 %.